# Il Giallo Mondadori dall'801 al 900
|  | I 100 precedenti: Il Giallo Mondadori dal 701 al 800 |

## Dal N.801 al N.900
| N.  | Titolo italiano                    | Autore                                | Titolo originale                         | Pubblicazione     |
| --- | ---------------------------------- | ------------------------------------- | ---------------------------------------- | ----------------- |
| 801 | Il pericolo non ha volto           | Gordon e Mildred Gordon               | Menace                                   | 7 giugno 1964     |
| 802 | Canto di morte                     | Thomas B. Dewey                       | A Sad Song Singing                       | 14 giugno 1964    |
| 803 | I nove volti dell'assassino        | Philip MacDonald                      | The List of Adrian Messenger             | 21 giugno 1964    |
| 804 | Lungo viaggio senza ritorno        | Ed McBain                             | Ten Plus One                             | 28 giugno 1964    |
| 805 | Perry Mason e la pecora nera       | Erle Stanley Gardner                  | The Case of The Stepdaughter's Secret 63 | 5 luglio 1964     |
| 806 | Nero Wolfe, difenditi!             | Rex Stout                             | The Mother Hunt                          | 12 luglio 1964    |
| 807 | Il funerale di figaro              | Ellis Peters                          | Funeral of Figaro                        | 19 luglio 1964    |
| 808 | Patto di sangue                    | Brett Halliday                        | The Corpse That Never Was                | 26 luglio 1964    |
| 809 | ...dai nemici mi guardo io         | Francis Durbridge                     | My Friend Charles                        | 2 agosto 1964     |
| 810 | Sbrigati, Johnny Liddell!          | Frank Kane                            | Johnny Come Lately                       | 9 agosto 1964     |
| 811 | Assassinio su ricetta              | Ellery Queen (Henry Kane)             | Kill As Directed                         | 16 agosto 1964    |
| 812 | Ricatto a regola d'arte            | Judson Philips                        | The Dead Can't Love                      | 23 agosto 1964    |
| 813 | Campione al rogo                   | William C. Gault                      | Dead Hero                                | 30 agosto 1964    |
| 814 | Il nemico ti ascolta               | Mignon G. Eberhart                    | Run Scared                               | 6 settembre 1964  |
| 815 | In bocca al lupo, Michael!         | Brett Halliday                        | The Body Came Back                       | 13 settembre 1964 |
| 816 | Scorta armata                      | Thomas B. Dewey                       | Go, Honeylou                             | 20 settembre 1964 |
| 817 | Il drago bianco                    | Whit Masterson                        | Man On A Nylon String                    | 27 settembre 1964 |
| 818 | Dopo la folgore                    | Ellery Queen                          | Wife Or Death                            | 4 ottobre 1964    |
| 819 | È sparito un dongiovanni           | Colin Robertson                       | Conflict of Shadows                      | 11 ottobre 1964   |
| 820 | Il gioco della verità              | Edwin Lanham                          | Monkey On A Chain                        | 18 ottobre 1964   |
| 821 | Il tarlo del sospetto              | James Hadley Chase                    | The Soft Centre                          | 25 ottobre 1964   |
| 822 | Atterraggio di sfortuna            | Brad Williams                         | The Well Dressed Skeleton                | 1º novembre 1964  |
| 823 | Buona caccia, Mister Gideon!       | J.J. Marric                           | Gideon's Week                            | 8 novembre 1964   |
| 824 | Braccio della morte                | Hillary Waugh                         | Prisoner's Plea                          | 15 novembre 1964  |
| 825 | Ultime volontà                     | Ellis Peters                          | The Will And The Deed                    | 22 novembre 1964  |
| 826 | Affari d'oro per Donald Lam        | A. A. Fair                            | Up for Grabs                             | 29 novembre 1964  |
| 827 | Tre pallottole per l'assassino     | George Harmon Coxe                    | Deadly Image                             | 6 dicembre 1964   |
| 828 | Spara per primo, Peter Chambers!   | Henry Kane                            | Snatch An Eye                            | 13 dicembre 1964  |
| 829 | Lo zio buonanima                   | Ellery Queen                          | The Golden Goose                         | 20 dicembre 1964  |
| 830 | Sfida a Poirot                     | Agatha Christie                       | The Clocks                               | 27 dicembre 1964  |
| 831 | Perry Mason e il barbablù          | Erle Stanley Gardner                  | The Case of The Amorous Aunt             | 3 gennaio 1965    |
| 832 | Alibi cercasi                      | Elizabeth Ferrars                     | The Busy Body                            | 10 gennaio 1965   |
| 833 | La fossa del serpente              | John Godwin                           | Requiem for A Rat                        | 17 gennaio 1965   |
| 834 | Ladro, una volta                   | John Trinian                          | Scratch A Thief                          | 24 gennaio 1965   |
| 835 | La testimone                       | L.A. fortride                         | Die Wohnung Gegen©ber                    | 31 gennaio 1965   |
| 836 | Dum-dum per Johnny Liddell         | Frank Kane                            | Barely Seen                              | 7 febbraio 1965   |
| 837 | Orrore                             | Ursula Curtiss                        | The Wasp                                 | 14 febbraio 1965  |
| 838 | Fino alla strage                   | B. & D. Hitchens                      | The Grudge                               | 21 febbraio 1965  |
| 839 | Peso morto                         | Ruth Fenisong                         | Dead Weight                              | 28 febbraio 1965  |
| 840 | Jimmy Carroll di Scotland Yard     | Hugh Mccutcheon                       | Treasure of The Sun                      | 7 marzo 1965      |
| 841 | Una rossa per Michael Shayne       | Brett Halliday                        | A Redhead for Mike Shayne                | 14 marzo 1965     |
| 842 | Nessuna via d'uscita               | Ed McBain                             | Like Love                                | 21 marzo 1965     |
| 843 | Appuntamento al cimitero           | Doris Miles Disney                    | The Hospitality of The House             | 28 marzo 1965     |
| 844 | Morte presunta                     | Lucille Fletcher                      | ...And Presumed Dead                     | 4 aprile 1965     |
| 845 | Doppia condanna                    | George Joseph                         | The Insider                              | 11 aprile 1965    |
| 846 | Confessa o morirai!                | Ellery Queen                          | The Four Johns                           | 18 aprile 1965    |
| 847 | Opera di ignoti                    | Ivan T. Ross                          | Teacher's Blood                          | 25 aprile 1965    |
| 848 | Giallo in vacanza                  | Frances Lockridge e Richard Lockridge | Murder By The Book                       | 2 maggio 1965     |
| 849 | Tutt'altro che la verità           | J. Norman Harris                      | The Weird World of Wes Beattie           | 9 maggio 1965     |
| 850 | Johnny ha l'asso nella manica      | Frank Kane                            | Hearse Class Male                        | 16 maggio 1965    |
| 851 | La donna che morì due volte        | Edgar Bohle                           | The Wife Who Died Twice                  | 23 maggio 1965    |
| 852 | Masters non ci vede chiaro         | Ellery Queen                          | Blow Hot, Blow Cold                      | 30 maggio 1965    |
| 853 | Un autobus per Mister Gideon       | J.J. Marric                           | Gideon's Ride                            | 6 giugno 1965     |
| 854 | Nero & Archie Incorporated         | Rex Stout                             | Murder Is Corny - Blood Will Tell        | 13 giugno 1965    |
| 855 | L'uomo che non esisteva            | Seldon Truss                          | Tecnique for Treachery                   | 20 giugno 1965    |
| 856 | Una valigia colma di dollari       | Frank Kane                            | Fatal Undertaking                        | 27 giugno 1965    |
| 857 | Oltre l'odio                       | Frank Gruber                          | Bridge of Sand                           | 4 luglio 1965     |
| 858 | Rapido per l'inferno               | James A. Howard                       | Fare Prey                                | 11 luglio 1965    |
| 859 | Fantasma in mare                   | Carter Dickson                        | Nine And Death Makes Ten                 | 18 luglio 1965    |
| 860 | Perry Mason e la vedova scaltra    | Erle Stanley Gardner                  | The Case of The Daring Divorcee          | 25 luglio 1965    |
| 861 | Addio, addio, Mister Gaudette!     | Doris Miles Disney                    | The Departure of Mr Gaudette             | 1º agosto 1965    |
| 862 | Mike Shayne si dà per vinto        | Brett Halliday                        | Michael Shayne's 50th Case               | 8 agosto 1965     |
| 863 | F come finimondo                   | E.V. Cunningham                       | Alice                                    | 15 agosto 1965    |
| 864 | Destinazione camera a gas          | Albert Conroy                         | Mr Lucky                                 | 22 agosto 1965    |
| 865 | Natale con i tuoi...               | Stuart Palmer                         | Omit Flowers                             | 29 agosto 1965    |
| 866 | Gli occhi degli altri              | Ursula Curtiss                        | Out of The Dark                          | 5 settembre 1965  |
| 867 | Morirai a goccia a goccia          | Lawrence Fisher                       | Die A Little Every Day                   | 12 settembre 1965 |
| 868 | Un attentato per Gideon            | J.J. Marric                           | Gideon's March                           | 19 settembre 1965 |
| 869 | Un verme in meno                   | George Harmon Coxe                    | Mission of Fear                          | 26 settembre 1965 |
| 870 | Porta d'oro per Johnny Liddell     | Frank Kane                            | The Guilt-edged Frame                    | 3 ottobre 1965    |
| 871 | Di furto si muore                  | Charlotte Armstrong                   | The Witch's House                        | 10 ottobre 1965   |
| 872 | Illegittima difesa                 | Day Keene                             | Homicidal Lady                           | 17 ottobre 1965   |
| 873 | Per insufficienza di prove         | Helen Nielsen                         | Verdict Suspended                        | 24 ottobre 1965   |
| 874 | Mirage                             | Howard Fast                           | Mirage                                   | 31 ottobre 1965   |
| 875 | Incubo verde                       | Colin Robertson                       | The Frightened Widow                     | 7 novembre 1965   |
| 876 | Il volto del mio assassino         | Edward S. Aarons                      | The Art Studio Murders                   | 14 novembre 1965  |
| 877 | Una commedia per Johnny Liddell    | Frank Kane                            | Final Curtain                            | 21 novembre 1965  |
| 878 | Miss Marple nei Caraibi            | Agatha Christie                       | A Caribbean Mystery                      | 28 novembre 1965  |
| 879 | Mac di Chicago                     | Thomas B. Dewey                       | Don't Cry for Long                       | 5 dicembre 1965   |
| 880 | Indiziato numero uno               | George Harmon Coxe                    | One Hour To Kill                         | 12 dicembre 1965  |
| 881 | Perry Mason e gli eredi impazienti | Erle Stanley Gardner                  | The Case of The Horrified Heirs          | 19 dicembre 1965  |
| 882 | Il vespaio                         | Ross Macdonald                        | The Far Side of The Dollar               | 26 dicembre 1965  |
| 883 | Dodici rintocchi                   | Mignon G. Eberhart                    | Call After Midnight                      | 2 gennaio 1966    |
| 884 | Che fiuto, Johnny Liddell!         | Frank Kane                            | Two To Tangle                            | 9 gennaio 1966    |
| 885 | Colpo alla gola                    | Frances Lockridge e Richard Lockridge | The Devious Ones                         | 16 gennaio 1966   |
| 886 | Errore di calcolo                  | George Harmon Coxe                    | Error of Judgment                        | 23 gennaio 1966   |
| 887 | Tre per la forca                   | Milton K. Ozaki                       | Case of The Cop's Wife                   | 30 gennaio 1966   |
| 888 | Monk                               | Stephen D. Frances                    | The Fault In Our Stars                   | 6 febbraio 1966   |
| 889 | Gioca al buio l' 87º Distretto     | Ed McBain                             | Ax                                       | 13 febbraio 1966  |
| 890 | Domenica bisestile                 | Hillary Waugh                         | End of A Party                           | 20 febbraio 1966  |
| 891 | Dopo la bufera                     | P. Atwood Taylor                      | Proof of The Pudding                     | 27 febbraio 1966  |
| 892 | Il diritto di morire               | Rex Stout                             | A Right To Die                           | 6 marzo 1966      |
| 893 | Una salma di troppo                | Ellis Peters                          | A Nice Derangement of Epitaphs           | 13 marzo 1966     |
| 894 | Tiro al piccione                   | Donald E. Westlake                    | The Fugitive Pigeon                      | 20 marzo 1966     |
| 895 | Cinquemila dollari di taglia       | Robert Martin                         | Bargain for Death                        | 27 marzo 1966     |
| 896 | A ciascuno il suo capestro         | James Hadley Chase                    | No Business of Mine                      | 3 aprile 1966     |
| 897 | Lama a doppio taglio               | Henry Kane                            | Frenzy of Evil                           | 10 aprile 1966    |
| 898 | Il volto della morte               | Hugh Mccutcheon                       | The Black Attendant                      | 17 aprile 1966    |
| 899 | Mandato di morte                   | Frances Lockridge e Richard Lockridge | The Drill Is Death                       | 24 aprile 1966    |
| 900 | Crociera dell'incubo               | Wade Miller                           | Nightmare Cruise                         | 1º maggio 1966    |

|  | I 100 successivi: Il Giallo Mondadori dal 901 al 1000 |